# Igor Pak
Igor Pak (em russo:  Игорь Пак) (Moscou, 1971) é um professor de matemática da Universidade da Califórnia em Los Angeles, trabalhando com combinatória e probabilidade discreta. Lecionou anteriormente no Instituto de Tecnologia de Massachusetts e na Universidade de Minnesota, sendo mais conhecido por sua prova bijectiva da hook-length formula para o diagrama de Young, e seu trabalho sobre passeio aleatório. Foi um palestrante principal juntamente com George Andrews e Doron Zeilberger na Mathematics Conference on Enumerative Combinatorics no Harvey Mudd College de 2006.
Pak é editor do periódico Discrete Mathematics. Apresentou uma Fejes Tóth Lecture na Universidade de Calgary em fevereiro de 2009.
Pak estudou na Moscow High School № 57. Após a graduação trabalhou durante um ano no Bank Menatep.
Completou a graduação na Universidade Estatal de Moscou. Obteve um Ph.D. em matemática na Universidade Harvard em 1997, orientado por Persi Diaconis, com a tese Random Walks on Groups: Strong Uniform Time Approach. Trabalhou depois com László Lovász no pós-doutorado na Universidade Yale. Foi fellow do Mathematical Sciences Research Institute, e durante longo tempo visitante na Universidade Hebraica de Jerusalém.
Foi palestrante convidado do Congresso Internacional de Matemáticos no Rio de Janeiro (2018: Complexity problems in enumerative combinatorics).